# Ручная граната Лишина
Ручная граната Лишина — первая в России ручная осколочная граната ударного действия, изобретенная в 1904 году штабс-капитаном Манчжурской армии Н. С. Лишиным и впервые применённая в боевых действиях под Мукденом.

## Описание

### ТТХ
- Длина 10 см (с рукояткой — около метра).
- Вес 450 грамм.
- Время замедления 4-5 сек.
- Дальность метания 35-40 м.
- Радиус сплошного поражения 9 м.
- Среднее количество осколков 1200 шт.